# The Love Token (film 1908)
The Love Token è un cortometraggio muto del 1908 diretto da Lewin Fitzhamon.

## Trama
Una ragazza salva un soldato ferito, lasciato a morire da un suo rivale.

## Produzione
Il film fu prodotto dalla Hepworth.

## Distribuzione
Distribuito dalla Hepworth, il film - un cortometraggio di 152 metri - uscì nelle sale cinematografiche britanniche nel giugno 1908.
Si conoscono pochi dati del film che, prodotto dalla Hepworth, fu distrutto nel 1924 dallo stesso produttore, Cecil M. Hepworth. Fallito, in gravissime difficoltà finanziarie, il produttore pensò in questo modo di poter almeno recuperare il nitrato d'argento della pellicola.